# Фялкі
Фялкі (пол. Fiałki, нім. Fyalken) — село в Польщі, у гміні Ґужно Бродницького повіту Куявсько-Поморського воєводства.
Населення — 135 осіб (2011).
У 1975-1998 роках село належало до Торунського воєводства.

## Демографія
Демографічна структура станом на 31 березня 2011 року:
|          | Загалом | Допрацездатний вік | Працездатний вік | Постпрацездатний вік |
| -------- | ------- | ------------------ | ---------------- | -------------------- |
| Чоловіки | 71      | 14                 | 48               | 9                    |
| Жінки    | 64      | 15                 | 33               | 16                   |
| Разом    | 135     | 29                 | 81               | 25                   |